# غريغ ماير
غريغ ماير (بالإنجليزية: Greg Meyer)‏ هو عداء مراثوني أمريكي، ولد في 18 سبتمبر 1955.